# Отавара
О́тавара (яп. 大田原市 О:тавара-си) — город в Японии, находящийся в префектуре Тотиги. Площадь города составляет 354,12 км², население — 72 460 человек (1 июля 2014), плотность населения — 204,62 чел./км².

## Географическое положение
Город расположен на острове Хонсю в префектуре Тотиги региона Канто. С ним граничат города Насусиобара, Сакура, Яита и посёлки Насу, Накагава, Дайго, Танагура.

## Население
Население города составляет 72 460 человек (1 июля 2014), а плотность — 204,62 чел./км². Изменение численности населения с 1980 по 2005 годы:
| 1980 | 71 276 чел. |  |
| 1985 | 74 033 чел. |  |
| 1990 | 76 406 чел. |  |
| 1995 | 77 063 чел. |  |
| 2000 | 78 993 чел. |  |
| 2005 | 79 023 чел. |  |

## Символика
Деревом города считается гинкго, цветком — хризантема.